# Mount Kisco
Mount Kisco és una població dels Estats Units a l'estat de Nova York. Segons el cens del 2000 tenia 9.983 habitants.

## Demografia
Segons el cens del 2000, Mount Kisco tenia 9.983 habitants, 3.993 habitatges, i 2.447 famílies. La densitat de població era de 1.231,5 habitants/km².
Dels 3.993 habitatges en un 30,2% hi vivien nens de menys de 18 anys, en un 45,3% hi vivien parelles casades, en un 11,6% dones solteres, i en un 38,7% no eren unitats familiars. En el 31,7% dels habitatges hi vivien persones soles el 10% de les quals corresponia a persones de 65 anys o més que vivien soles. El nombre mitjà de persones vivint en cada habitatge era de 2,49 i el nombre mitjà de persones que vivien en cada família era de 3,09.
Per edats la població es repartia de la següent manera: un 22,1% tenia menys de 18 anys, un 7,3% entre 18 i 24, un 37% entre 25 i 44, un 21,6% de 45 a 60 i un 11,9% 65 anys o més.
L'edat mediana era de 36 anys. Per cada 100 dones de 18 o més anys hi havia 94,7 homes.
La renda mediana per habitatge era de 55.420 $ i la renda mediana per família de 68.219 $. Els homes tenien una renda mediana de 45.428 $ mentre que les dones 40.040 $. La renda per capita de la població era de 32.424 $. Entorn del 7,4% de les famílies i el 10,5% de la població estaven per davall del llindar de pobresa.

## Personatges il·lustres
En aquesta vila hi va viure els seus últims anys, l'arquitecte i compositor Albert Ross Parsons que hi morí, el 14 de juny de 1933.